# Gabriel Mendes
Pour les articles homonymes, voir Mendes.
Gabriel Mendes, de son nom complet Gabriel Azevedo Mendes, est un footballeur portugais né le 30 mai 1954 à Porto. Il évoluait au poste d'arrière droit.

## Biographie

### En club
Gabriel Mendes défend notamment les couleurs du FC Porto et du Sporting Portugal.
Il dispute un total de 280 matchs en première division portugaise, inscrivant six buts.
Au sein des compétitions européennes, il joue quatre matchs en Coupe d'Europe des clubs champions, 29 en Coupe de l'UEFA, et enfin 12 en Coupe des coupes (un but).

### En équipe nationale
International portugais, il reçoit 20 sélections en équipe du Portugal entre 1977 et 1982, sans inscrire de but,.
Il joue son premier match en équipe nationale le 30 mars 1977 en amical contre la Suisse (victoire 1-0 à Funchal).
Son dernier match a lieu le 5 mai 1982 en amical contre le Brésil (défaite 1-3 à São Luís).

## Palmarès
Avec le FC Porto :
- Champion du Portugal en 1978 et 1979
- Vainqueur de la Coupe du Portugal en 1977
- Vainqueur de la Supercoupe du Portugal en 1981